# シネフリン
シネフリン (synephrine) またはp-シネフリンは、数種の動植物が生成するアルカロイドの一つ。ミカン科ウンシュウミカン、ナツミカン、ダイダイ、ゴシュユなどにミカン科植物を基原とする生薬に含まれるアルカロイドで、血管収縮作用、血圧上昇作用、気管支筋弛緩作用が認められている。
エフェドリンと化学構造が類似しているため、エフェドリン同様、カフェインならびにその他の興奮剤と同時に摂取すると、めまい、ふるえ、頭痛、不整脈、心臓発作、精神病、脳卒中など、有害事象が誘発される可能性がある。
脂肪分解酵素のリパーゼを活性化することから、脂肪の代謝や食欲抑制を促進するなどの効果を目的としたサプリメントが海外で発売されているが、2011年にカナダ保健省はシネフリンを含む製品に注意喚起をした。
また、全米大学体育協会（National Collegiate Athletic Association：NCAA）は、「シネフリン（ビターオレンジ）」を禁止薬物の最新リストに興奮剤として掲載している。
アドレナリン作動薬・フェニレフリン（m-シネフリン）は構造異性体である。